# François Alphonse Hamelin
François Alphonse Hamelin, francoski admiral in politik, * 2. september 1796, † 2. januar 1864.
V svoji karieri je med drugim bil: minister za vojno mornarico in kolonije Francije (19. april 1855–25. junij 1858), minister za vojno mornarico Francije (24. junij 1858–24. november 1860) in veliki kancler legije časti (1860–1864).